# Carmen Reppel
Carmen Reppel est une soprano allemande qui s'est produite tant à l'opéra qu'en concert. Membre de l'Opéra de Hanovre, elle a eu une importante carrière internationale, interprétant des rôles majeurs dans plus de soixante opéras. Elle a aussi abordé un répertoire plus confidentiel (comme le Schwarzschwanenreich (en) de Siegfried Wagner) et s'est produite dans des opéras contemporains d'Aribert Reimann et Flavio Testi. Elle est connue par sa participation au Ring du centenaire au Festival de Bayreuth dont une captation télévisuelle a été réalisée en 1980.

## Carrière
Carmen Reppel est née à Bergneustadt en Allemagne en 1941. Elle travaille d'abord la musique avec Gisela Aulmann. À l'École supérieure de musique et de théâtre de Hambourg, elle étudie la musicologie, l'histoire de la musique, la comédie et la diction et travaille le chant avec Erna Berger. Elle a ensuite pour maître Alexander Kolo à Vienne.

### Opéra
Carmen Reppel fit ses débuts dans le rôle d'Elisabeth du Don Carlos de Verdi à l'opéra de Flensbourg en 1968. À partir de 1977, elle tint plusieurs emplois dans le Ring du centenaire de Boulez et Chéreau ; dans la captation qui a été faite de ce Ring en 1980, elle apparaît dans les rôles de Freia, dans L'Or du Rhin et de Gerhilde dans La Walkyrie.
Sa carrière internationale commença en 1983 à l'Opéra de San Francisco dans le rôle titre de Ariane à Naxos de Richard Strauss et se poursuivit jusqu'en 1990.
Elle fit plusieurs créations : le 7 juillet 1986, elle créa le rôle d'Andromaque dans l'opéra Troades d'Aribert Reimann à l'Opéra d'État bavarois à Munich. Le 27 janvier 1987, elle prit part à la création de Riccardo III de Flavio Testi à La Scala.

### Concert
Au concert, Carmaen Reppel a chanté des oratorios et de nombreuses œuvres vocales : la Missa solemnis de Beethoven en 1980 ; le Requiem de Verdi ; le Stabat Mater de Rossini ; le Requiem de Dvorak ; la Neuvième symphonie de Beethoven et la Huitième symphonie de Mahler.

### Enseignement
Carmen Reppel vit et enseigne à Victoria (Colombie-Britannique) en Colombie-Britannique, au Canada.